# Basisgoederenlijst
De basisgoederenlijst is de naam die in Suriname wordt gegeven aan een lijst met goederen die de regering betaalbaar wil houden. Sinds de invoering van de Btw op 1 januari 2023 geldt het 0-tarief voor deze goederen. Btw kwam toen in de plaats voor Omzetbelasting.

## Invoering Btw
Over de invoering van Btw werd al in 2010 gesproken en deze heffing had medio 2013 ingevoerd moeten zijn. In 2018 behoorde Suriname nog steeds niet tot de toen inmiddels 136 landen waar Btw geheven werd. Toen op 1 juli 2022 de deadline voor de invoering niet werd gehaald, besloot het Internationaal Monetair Fonds (IMF) een tranche van het hulppakket van 60 miljoen USD niet uit te betalen. Onder grote tijdsdruk stemde De Nationale Assemblée uiteindelijk op 29 december 2022 voor de Wet belasting over de toegevoegde waarde (Btw).
Btw is in Suriname niet hetzelfde als Omzetbelasting. Met de invoering van de Btw op 1 januari 2023 werd de Wet Omzetbelasting 1997 afgeschaft. In de omzetbelasting waren allerlei vrijstellingen van kracht die per 2023 vervielen. Op 1 januari 2023 werden vier tarieven ingevoerd: 0% voor vermeldingen op de basisgoederenlijst, 5% op onder meer benzine en dieselolie, 10% als algemeen tarief (de Omzetbelasting was in 2022 12%) en 25% voor luxe importgoederen.

## Betaalbare basisgoederen
In 2016 werd de samenstelling van een basisgoederenlijst door enkele ondernemersorganisaties voorgesteld. Het doel was toen om te voorkomen dat medicijnen te duur zouden worden en om producten te beschermen die al in Suriname geproduceerd worden en concurrentie vanuit import kennen. Voorbeelden binnen die laatste groep waren toen bijvoorbeeld bruine bonen, ketchup en pindakaas. Ook toen speelde het idee mee om de prijs van basisgoederen betaalbaar te houden. Op de lijst staan niet alleen goederen maar ook importeurs van basisgoederen.
In mei 2017 bevatte de basisgoederenlijst vijftien producten. Op 1 januari 2023 kende de lijst 74 regels (20 verschillende basisgoederen). Op 1 januari 2023 zou de lijst nog niet compleet zijn en zou er rond de 10% van de goederen op ontbreken.